# Barbaran Jae
Barbaran Jae is een bestuurslaag in het regentschap Mandailing Natal van de provincie Noord-Sumatra, Indonesië. Barbaran Jae telt 367 inwoners (volkstelling 2010).